# Lepidopterología

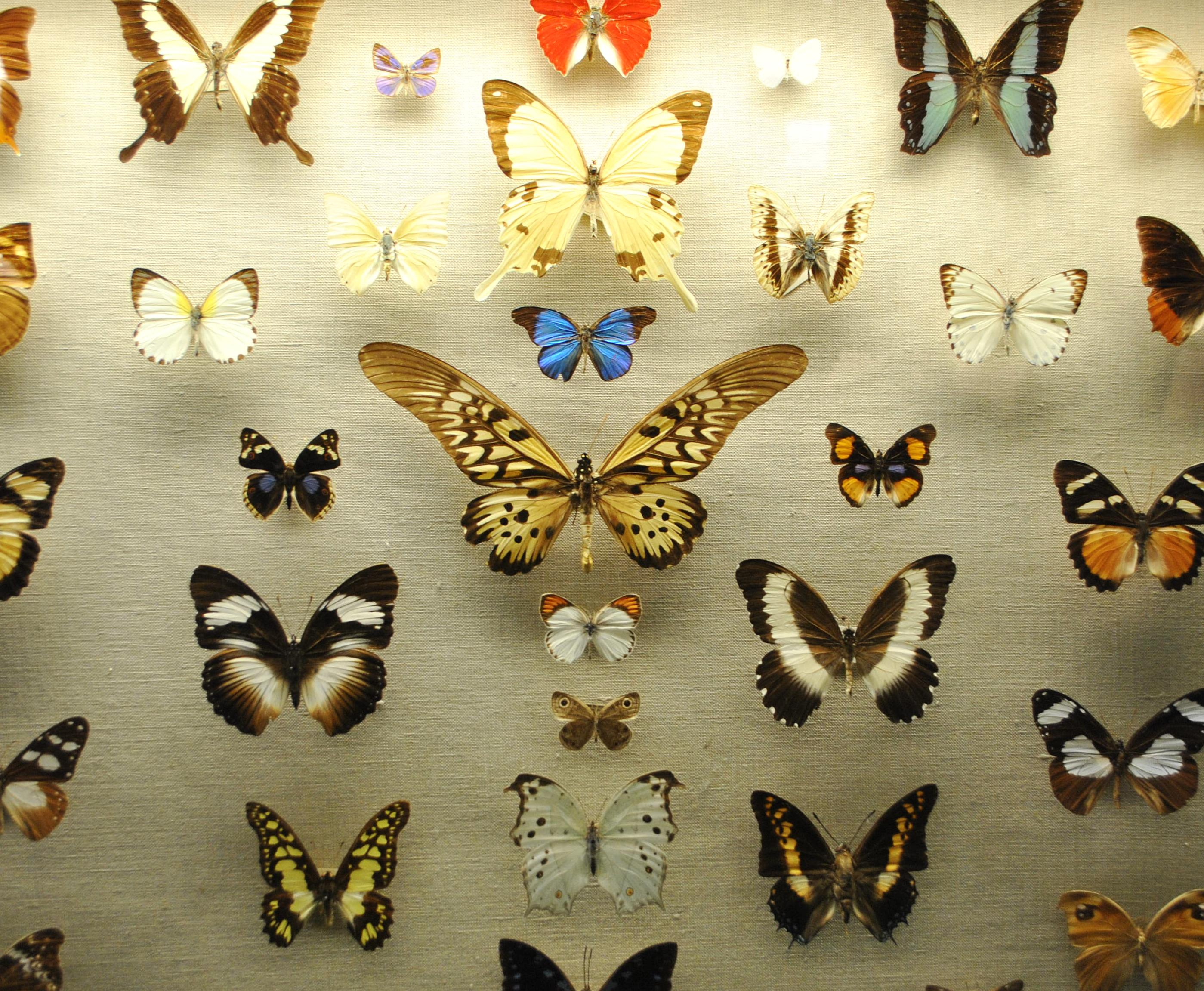
Colección de mariposas del Museo Americano de Historia Natural.

La lepidopterología (del griego antiguo λεπίδος (escama) y πτερόν (ala); y -λογία -logia) es una rama de la entomología relacionada con el estudio científico de las polillas y las tres superfamilias de mariposas o sea todos los insectos del orden Lepidoptera. Alguien que estudia en este campo es un lepidopterólogo.

## Orígenes
Después del Renacimiento, el surgimiento del "lepidopterólogo" se puede atribuir al creciente interés en la ciencia, la naturaleza y el entorno. Cuando Linneo escribió la décima edición de Systema Naturae en 1758, ya existía "un cuerpo sustancial de trabajos publicados sobre historia natural de los lepidópteros" (Kristensen, 1999), entre los que se pueden citar:
- Insectorum sive Minimorum Animalium Theatrum - Thomas Mouffet (1634)
- Metamorfosis natural - Jan Goedart (1662–67)
- Metamorphosis insectorum Surinamensium - Maria S. Merian (1705), cuyo trabajo incluyó relatos ilustrados de lepidópteros europeos
- Historia Insectorum - John Ray (1710)
- Papilionum Britanniae icones - James Petiver (1717)

## Lepidopterólogos notables
Algunos lepidópteros notables son: 
- Per Olof Christopher Aurivillius de Suecia: mariposas de África
- Henry Tibbats Stainton de Inglaterra: Microlepidópteros
- Jules Léon Austaut de Francia: especializado en Parnassius
- Per Olof Christopher Aurivillius de Suecia: mariposas de África
- Henry Tibbats Stainton de Inglaterra: Microlepidópteros
- Otto Vasilievich Bremer de Rusia: mariposas de Siberia y Amur
- John Henry Leech de Inglaterra: mariposas de China
- Shōnen Matsumura de Japón: mariposas de Japón
- Hans Rebel de Austria: Mariposas del Paleártico
- Ruggero Verity de Italia: mariposas del Paleártico
- Hans Fruhstorfer de Alemania: mariposas del mundo, pero especialmente Java
- Edward Meyrick de Inglaterra: Microlepidópteros
- Herman Strecker de los EE. UU.: mariposas de las Américas
- Anthony Valletta de Malta: mariposas de Malta
- Margaret Fountaine de Inglaterra: Europa, Sudáfrica, India, Tíbet, América, Australia.

Entre las mujeres lepidopterólogas cabe mencionar, además de a Margaret Fountaine, a Leila Clark (Estados Unidos), Emma Hutchinson (Inglaterra) y Harriet Morgan (Australia).

## Colecciones e ilustraciones
Como el principal modo de estudio de las mariposas era a través de colecciones de especímenes clavados, era difícil catalogar y comunicar nombres y descripciones ampliamente. Los libros sobre mariposas con placas pintadas a mano, litografiadas e impresas han sido una herramienta importante en lepidopterología. Entre estos trabajos destacó la ingente obra de Adalbert Seitz.
El ilustre escritor ruso, Vladimir Nabokov también fue un destacado lepidopterólogo, habiendo descubierto la pasión a la edad de siete años. Más tarde escribiría sobre mariposas, las coleccionaría y las ilustraría. Nabokov se ofreció como voluntario en el Museo de Zoología Comparada de Harvard en el Departamento de Entomología, donde organizaría especímenes hasta 14 horas al día.

## Sociedades lepidopterológicas
Los lepidopterólogos se reúnen formando diferentes sociedades científicas nacionales e internacionales. Promueven la investigación en lepidopterología y la difusión de los hallazgos a través de conferencias como los Congresos bienales europeos de lepidopterología o el TILS Leps Talk.